# El Líbano
El Líbano è un comune (corregimiento) della Repubblica di Panama situato nel distretto di Chame, provincia di Panama. Si estende su una superficie di 30,9 km² e conta una popolazione di 200 abitanti (censimento 2010).